# Brockhagen
Brockhagen ist ein Ortsteil der Gemeinde Steinhagen/Westf. im Kreis Gütersloh mit 3.139 Einwohnern (Stand: 1. Januar 2022).
In Brockhagen fand von 1997 bis 2004 jährlich die Future-Parade statt, eine Technoparade, wobei die letzte Veranstaltung 2004 nach Bielefeld verlegt wurde.

## Geschichte

### Namensdeutung
- Der Begriff „Brook“ bezeichnet im Niederdeutschen, ähnlich dem hochdeutschen „Bruch“, eine feuchte, waldige Niederung mit Wasseransammlungen. In der historischen Schreibweise „Brock“ stellt der Buchstabe „c“ vor dem „k“ dabei ein Dehnungszeichen dar.

- Unter „Hagen“ wird eine schützende Einfriedung durch Büsche und Bäume, eine Wallhecke oder eine ebenerdige Anpflanzung zur Einhegung von Weidetieren oder zum Schutz der Äcker gegen Wild verstanden.
Der Begriff findet aber auch Verwendung im Zusammenhang mit einer besonderen Rechtsform, dem Hagenrecht. Als Reaktion auf die im 12. und 13. Jahrhundert in Mitteleuropa stark steigenden Bevölkerungszahlen bemühten sich die Landesherren, ihren Untertanen Alternativen zur einsetzenden Abwanderung und Gründung neuer bäuerlicher deutscher Siedlungen im Osten (Ostkolonisation) zu bieten. Auch im heutigen Westfalen wurde deshalb bis dahin unbewohntes, siedlungsfeindliches Gebiet zur Kolonisation freigegeben. Siedler, die sich hier niederließen, das Land rodeten und es urbar machten, genossen in den ersten Jahren Abgabenfreiheit. Das Hagenrecht eröffnete darüber hinaus die Möglichkeit einer beschränkten Form der Selbstverwaltung und bot den so genannten „freien Hägern“ im Unterschied zu den Hörigen ein weniger drückendes Eigentums- und Erbrecht.

Brockhagen bezeichnet danach ein unter dem Hagenrecht stehendes Bruchgebiet.

### Anfänge der Besiedlung
Seit dem 12. Jahrhundert gehört das Gebiet zwischen den Ländereien des Klosters Marienfeld, dem 1246 erstmals, nämlich als Kirche tor Halle erwähnten Halle (Westf.) und der Siedlung Steinhagen zur Grafschaft Ravensberg. Es bildet die Grenze der Grafschaft zum benachbarten Bistum Münster und wird in ältesten Aufzeichnungen als „Wüstenei“ bezeichnet. Vermutlich in der Mitte des 13. Jahrhunderts geben die Grafen von Ravensberg diesen überwiegend von Birken-Eichen- und Rotbuchen-Eichen-Mischwäldern bestandenen Brockhagen zur Besiedlung frei. Die ersten Siedlungslinien folgen den Bachläufen, in Ost-West-Richtung in etwa dem Verlauf des Landbachs (Abrooksbach), von Nordost nach Südwest dem Verlauf des Howebachs.
Die früheste urkundliche Erwähnung geht auf das Jahr 1325 zurück. Zu dieser Zeit gewährleisten die Kolonisten bereits sichere Einkünfte, so dass Graf Otto IV. von Ravensberg (1306–1328) bestimmt, die Abgaben u. a. aus dem Brockhagen nach seinem Ableben zum Unterhalt seiner Gemahlin Margarete zu verwenden.

### Neuzeit
Ursprünglich bildete Brockhagen eine eigene Vogtei im Amt Sparrenberg der Grafschaft Ravensberg. 1692 wurde Brockhagen der Vogtei Brackwede unterstellt. Im Königreich Westphalen gehörte Brockhagen von 1807 bis 1810 zum Kanton Versmold im Distrikt Bielefeld des Departements der Weser. 
Von 1811 bis 1813 war Brockhagen Hauptort des Kantons Brockhagen, dem neben Brockhagen auch Amshausen, Bokel mit dem Gut Tatenhausen, Gartnisch, Kölkebeck, Künsebeck und Steinhagen sowie Teile von Ascheloh und Hörste angehörten. Der Kanton hatte 6423 Einwohner und gehörte während dieser Zeit zum Distrikt Bielefeld des Departements der Fulda. Brockhagen wurde 1813 wieder preußisch und kam 1816 zum neuen Kreis Halle. Im Kreis Halle gehörte die Gemeinde zum Amt Halle.
Sehenswert in Brockhagen ist das Brockhagener Ehrenmal, ein Denkmal für die gefallenen Soldaten aus den Freiheitskriegen 1813 bis 1815, des Österreich-Krieges 1866, der Kriege gegen Frankreich 1870/1871 und der beiden Weltkriege 1914 bis 1918 und 1939 bis 1945. In Auftrag gegeben wurde es 1923 ursprünglich vom damaligen Kriegerverein und im Sommer 1924 als Erinnerungszeichen eingeweiht. Die Namen der gefallenen Brockhagener Soldaten sind in Steintafeln eingemeißelt.

### Eingemeindung
Am 1. Januar 1973 wurde Brockhagen durch das Gesetz zur Neugliederung der Gemeinden und Kreise des Neugliederungsraumes Bielefeld nach Steinhagen eingemeindet.

### Einwohnerentwicklung
Nachfolgend dargestellt ist die Einwohnerentwicklung von Brockhagen in der Zeit als selbständige Gemeinde im Kreis Halle (Westfalen). In der Tabelle werden auch die Einwohnerzahlen von 1970 (Volkszählungsergebnis) und 1972 sowie des Ortsteils Brockhagen im Jahr 2012 angegeben.

Bevölkerungsentwicklung in Brockhagen
zwischen 1817 und 1965

| Jahr | Einwohner |
| ---- | --------- |
| 1799 | 02004     |
| 1817 | 2142      |
| 1900 | 1833      |
| 1939 | 2028      |
| 1946 | 2855      |
| 1961 | 2893      |
| 1965 | 2911      |
| 1970 | 3053      |
| 1972 | 3112      |
| 2012 | 3154      |
| 2022 | 3139      |

## Bauwerke
Evangelische Pfarrkirche St. Georg

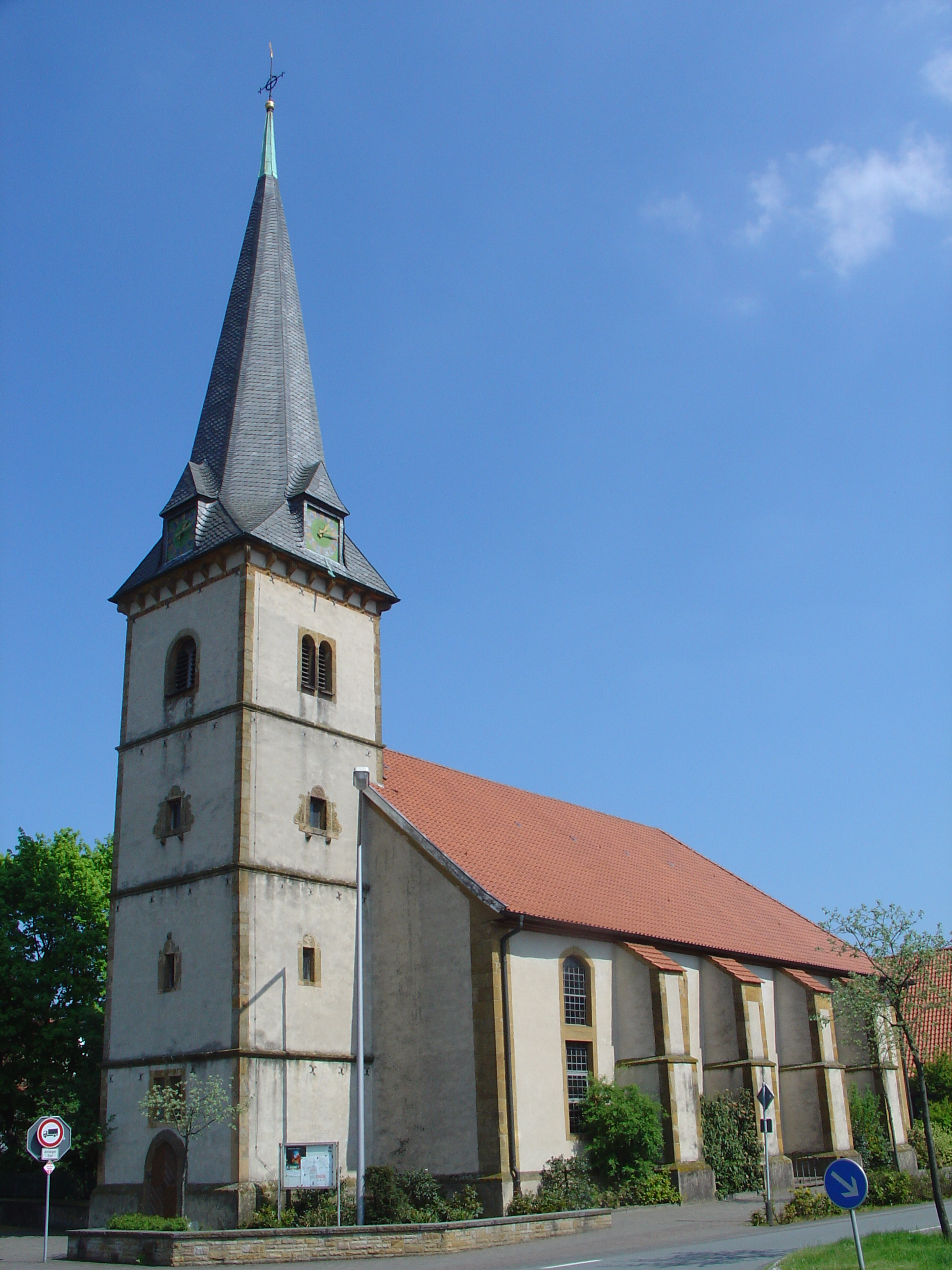
St. Georg in Brockhagen

Der verputzte Saalbau mit mächtigen Strebepfeilern wurde zwischen 1752 und 1754 errichtet. Der ältere, mit einem Spitzhelm versehene Westturm ist 1568 bezeichnet. Das Gewände der Schallöffnungen im Bereich der Glocke ist mit Beschlagwerkornamenten im Stil der Weserrenaissance verziert. Die Kanzel stammt aus dem 18. Jahrhundert. Der Altar ist auf 1675 datiert und besitzt zwei Altargemälde (Öl auf Holz), Abendmahl und Auferstehung darstellend. Die Orgel, möglicherweise vom Orgelbaumeister Hans Henrich Reinking, ist aus dem Jahr 1661.
Unmittelbar neben der Kirche befindet sich das ehemalige Kantorhaus. Der 1769 bezeichnete Vierständerbau wurde um 1860/70 erweitert und 1981/82 umfassend saniert.

## Einrichtungen
In der Uhlandstrasse 6 steht das erste Archiv mit Bibliothek zu Geschichte der apostolischen Glaubensgemeinschaften. Die konfessionell unabhängige Einrichtung Archiv Brockhagen wird vom gemeinnützigen Trägerverein Netzwerk Apostolische Geschichte geleitet. Das Archiv ist einmal im Monat für interessierte Besucher geöffnet, regelmäßig finden Veranstaltungen und Vorträge statt.

## Sport
Wichtigster Sportverein ist der besonders im Handball aktive TuS Brockhagen. Die erste Mannschaft des Vereins ist mit der Saison 2007/2008 in die Oberliga aufgestiegen und in der Saison 2009/2010 wieder in die Verbandsliga abgestiegen. In der Saison 2012/2013 stieg die erste Mannschaft in die Landesliga ab.

## Persönlichkeiten der Stadt
- Ursula Bolte (* 1944), ehemalige Landtagsabgeordnete und Landrätin des Kreises Gütersloh, geboren in Brockhagen
- Tay Schmedtmann (* 1996), deutscher Pop-Sänger